# Unterseeboot 958
L'Unterseeboot 958 ou U-958 est un sous-marin allemand (U-Boot) de type VIIC utilisé par la Kriegsmarine pendant la Seconde Guerre mondiale.
Le sous-marin fut commandé le 10 avril 1941 à Hambourg (Blohm + Voss), sa quille fut posée le 10 mars 1942, il fut lancé le 21 novembre 1942 et mis en service le 14 janvier 1943, sous le commandement de l'Oberleutnant zur See Gerhard Groth.
Le sous-marin a été principalement utilisé comme navire de formation des marins jusqu'en 1943. Afin de compenser les énormes pertes lors de la Bataille de l'Atlantique, l'U-958 a été déployé en Norvège puis dans le nord de la mer Baltique contre les soviétiques.
Il fut sabordé à Kiel en mai 1945.

## Conception
Unterseeboot type VII, l'U-958 avait un déplacement de 769 tonnes en surface et 871 tonnes en plongée. Il avait une longueur totale de 67,10 m, un maître-bau de 6,20 m, une hauteur de 9,60 m et un tirant d'eau de 4,74 m. Le sous-marin était propulsé par deux hélices de 1,23 m, deux moteurs diesel Germaniawerft M6V 40/46 de 6 cylindres en ligne de 1 400 cv à 470 tr/min, produisant un total de 2 060 à 2 350 kW en surface et de deux moteurs électriques Brown, Boveri & Cie GG UB 720/8 de 375 cv à 295 tr/min, produisant un total 550 kW, en plongée. Le sous-marin avait une vitesse en surface de 17,7 nœuds (32,8 km/h) et une vitesse de 7,6 nœuds (14,1 km/h) en plongée. Immergé, il avait un rayon d'action de 80 milles marins (150 km) à 4 nœuds (7,4 km/h; 4,6 milles par heure) et pouvait atteindre une profondeur de 230 m. En surface son rayon d'action était de 8 500 milles nautiques (soit 15 700 km) à 10 nœuds (19 km/h).
L'U-958 était équipé de cinq tubes lance-torpilles de 53,3 cm (quatre montés à l'avant et un à l'arrière) et embarquait quatorze torpilles. Il était équipé d'un canon de 8,8 cm SK C/35 (220 coups) et d'un canon antiaérien de 20 mm Flak. Il pouvait transporter 26 mines TMA ou 39 mines TMB. Son équipage comprenait 4 officiers et 40 à 56 sous-mariniers.

## Historique
Il reçut sa formation de base au sein de la 5. Unterseebootsflottille jusqu'au 31 juillet 1944, il intégra sa formation de combat dans la 8. Unterseebootsflottille, puis il retourna dans la 5. Unterseebootsflottille à partir du 16 février 1945.
Seulement quatre jours après avoir quitté Bergen pour sa première patrouille destinée à capturer des sous-marins alliés, des mouilleur de mines ou autres embarcations au large des eaux norvégiennes, l'U-958 a été repéré et attaqué par deux Mosquito du No. 333 Squadron RAF (en). L'affrontement fait un mort (Maschinenobergefreiter Herbert Frank) et deux blessés parmi l'équipage, le contraignant à abandonner la patrouille après 21 jours en mer.
Entre juin et septembre 1944, l'U-958 effectue de courtes sorties en mer parmi les fjords de Norvège, sans succès.
Sa seconde patrouille commence le 7 septembre 1944 au départ de Reval. L'U-958 opère désormais en mer Baltique. Après 35 jours en mer, il atteint Danzig le 11 octobre 1944.
Lors de sa troisième patrouille, le submersible opère dans le nord de la Baltique, le long du littoral finlandais. Cette zone est parcourue par la Marine soviétique et civile fournissant du matériel de guerre pour les pays Baltes ainsi que par les navires finlandais. 
Après la guerre d'Hiver, la Finlande avait conclu, le 1er octobre 1940, un accord de coopération économique et militaire avec l'Allemagne qui permettait aux troupes du Reich de stationner sur le territoire finlandais. Quand, en septembre 1944, la Finlande signe un armistice avec l'Union soviétique, les Allemands sont prêts à défendre leurs positions lors de la guerre de Laponie. Après 35 jours sans succès, l'U-958 rentre à la base de Danzig.
Lors de sa troisième patrouille, le sous-marin a opéré dans la même zone. Il fut affecté cette fois-ci pour couvrir le retrait des forces allemandes de la Finlande. Le 24 octobre 1944 il torpille deux petites embarcations à voile côtières finlandaises dans le golfe de Finlande.
Le 29 octobre 1944 à 22 h 14, l'U-958 tire trois torpilles T-3 sur une embarcation de débarquement au nord d'Osmussaar. Alors que le sous-marin échappait aux escortes et aux 42 charges de profondeur qui lui étaient lancées, il réussit à couler l'embarcation qui transportait des troupes et du matériel de guerre vers Saaremaa pour l'opération de débarquement de Moonsund.
Le 3 mai 1945, l'U-958 est sabordé à Kiel à la position géographique 54° 21′ N, 10° 10′ O, suivant les ordres de l'Amiral Karl Dönitz (Opération Regenbogen), pour éviter sa capture par les forces alliées.
L'épave sera renflouée et démolie en 1947.

## Affectations
- 5. Unterseebootsflottille du 14 janvier 1943 au 31 juillet 1944 (Période de formation).
- 8. Unterseebootsflottille du 1er août 1944 au 15 février 1945 (Unité combattante).
- 5. Unterseebootsflottille du 16 février 1945 au 3 mai 1945 (Unité combattante).

## Commandement
- Kapitänleutnant Gerhard Groth du 14 janvier 1943 au 25 avril 1945.
- Oberleutnant zur See Friedrich Stege du 26 avril 1945 au 3 mai 1945.

## Patrouilles
|       | Commandant           | Départ           | Départ     | Arrivée          | Arrivée    | Jours     | Succès |
| ----- | -------------------- | ---------------- | ---------- | ---------------- | ---------- | --------- | ------ |
|       | Kptlt. Gerhard Groth | 6 mai 1944       | Kiel       | 9 mai 1944       | Stavanger  | 4 jours   |        |
|       | Kptlt. Gerhard Groth | 22 mai 1944      | Stavanger  | 27 mai 1944      | Bergen     | 6 jours   |        |
| 1     | Kptlt. Gerhard Groth | 3 juin 1944      | Bergen     | 23 juin 1944     | Bergen     | 21 jours  |        |
|       | Kptlt. Gerhard Groth | 3 juillet 1944   | Bergen     | 3 juillet 1944   | Haugesund  | 1 jours   |        |
|       | Kptlt. Gerhard Groth | 27 juillet 1944  | Haugesund  | 1er août 1944    | Kiel       | 6 jours   |        |
|       | Kptlt. Gerhard Groth | 3 août 1944      | Kiel       | 5 août 1944      | Gotenhafen | 3 jours   |        |
|       | Kptlt. Gerhard Groth | 4 septembre 1944 | Gotenhafen | 5 septembre 1944 | Reval      | 2 jours   |        |
| 2     | Kptlt. Gerhard Groth | 7 septembre 1944 | Reval      | 11 octobre 1944  | Danzig     | 35 jours  |        |
| 3     | Kptlt. Gerhard Groth | 13 octobre 1944  | Danzig     | 17 décembre 1944 | Danzig     | 66 jours  | 800    |
|       | Kptlt. Gerhard Groth | 23 mars 1945     | Danzig     | 26 mars 1945     | Kiel       | 4 jours   |        |
| Total | Total                | Total            | Total      | Total            | Total      | 148 jours | 800 t  |

Note : Kptlt. = Kapitänleutnant

## Navires coulés
L'U-958 a coulé 1 navire de 40 tonneaux, 1 navire de guerre de 720 tonneaux et a endommagé 1 navire de 40 tonneaux au cours des 3 patrouilles (148 jours en mer) qu'il effectua.
| Date            | Nom    | Nationalité       | Tonnage | Convoi | Fait      | Localisation         |
| --------------- | ------ | ----------------- | ------- | ------ | --------- | -------------------- |
| 24 octobre 1944 | Linnea | Finlande          | 40      | -      | Coulé     | 59° 21′ N, 23° 12′ E |
| 24 octobre 1944 | Piikio | Finlande          | 40      | -      | Endommagé | 59° 21′ N, 23° 12′ E |
| 29 octobre 1944 | SB-2   | Marine soviétique | 720     | -      | Coulé     | 59° 27′ N, 23° 12′ E |